# Hegyes Gyula
Hegyes Gyula (1931–?) magyar nemzeti labdarúgó-játékvezető.

## Pályafutása
1966-ban lett NB. I. játékvezető. Az aktív nemzeti játékvezetéstől 1971-ben vonult vissza. NB. I-es  mérkőzéseinek száma: 25.
| Időpont            | Helyszín                        | Mérkőzés típusa          | Mérkőzés                            | Eredmény |
| ------------------ | ------------------------------- | ------------------------ | ----------------------------------- | -------- |
| 1966. november 20. | Városi stadion, Tatabánya       | első NB. I-es mérkőzés   | Tatabányai Bányász–Salgótarjáni BTC | 4 : 1    |
| 1971. május 30.    | Hungária krt. Stadion, Budapest | utolsó NB. I-es mérkőzés | MTK–Tatabányai Bányász              | 1 : 0    |